# Sabine Lösing
Sabine Lösing (ur. 30 listopada 1955 w Bad Godesberg) – niemiecka polityk, posłanka do Parlamentu Europejskiego VII i VIII kadencji.

## Życiorys
W 1975 ukończyła studia z dziedziny nauk społecznych, historii sztuki i ekonomii w Getyndze. Po uzyskaniu w 1985 stopnia dyplomowanego pracownika społecznego pracowała w Niezależnym Centrum Młodzieży w Getyndze, zajmowała się m.in. terapią uzależnień.
Od lat 70. zaangażowana w tzw. ruchy antyimperialistyczne, antyfaszystowskie i pokojowe. Od 2001 członkini grupy ATTAC i działaczka WASG. W 2007 znalazła się w szeregach Die Linke, z listy której w 2009 została wybrana na posłankę do Parlamentu Europejskiego. Zasiadła w Komisji Spraw Zagranicznych PE. W 2014 z powodzeniem ubiegała się o europarlamentarną reelekcję.